# 郑元熙
郑元熙（1925年—），男，福建福州人，中国导弹与航天惯性技术专家，曾任航天部第一研究院第十三研究所研究员、博士生导师。